# 魯賓遜嶺
66°22′S 110°36′E / 66.367°S 110.600°E
魯賓遜嶺是南極洲的山嶺，位於風車行動群島東部，處於斯帕克斯灣和彭尼灣之間，該海灣根據美國海軍拍攝的空中照片繪入地圖，該山嶺現時由南極條約體系管理。